# 雷希察
雷希察是位於羅馬尼亞西部的一個城市。屬巴納特地區。雷希察是卡拉什-塞維林縣的首府所在地。2004年，人口有83,985人。自新石器時代開始即有人居住。

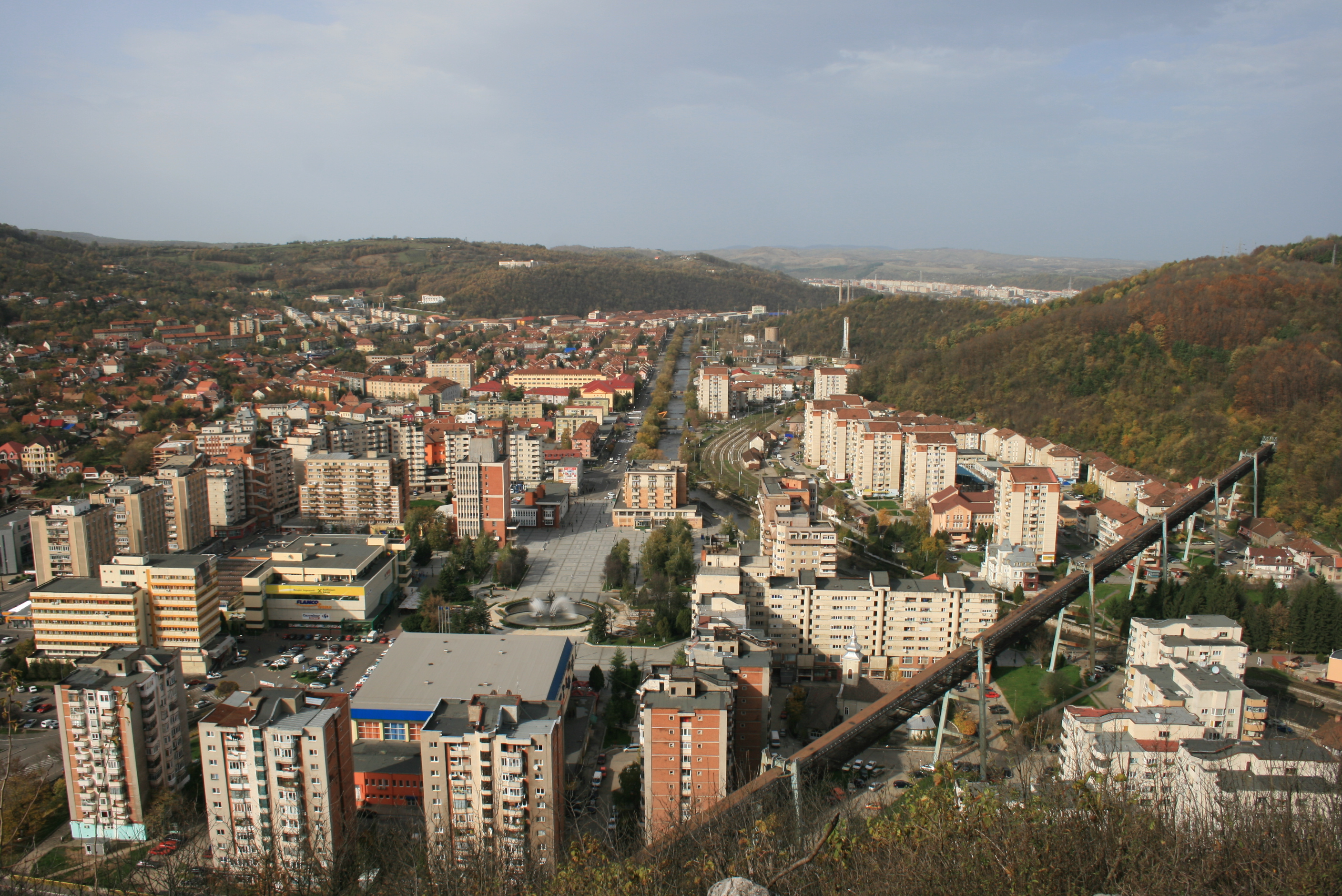
雷希察